# TV Tropical (Natal)
TV Tropical é uma emissora de televisão brasileira sediada em Natal, capital do estado do Rio Grande do Norte. Opera no canal 8 (32 UHF digital) e é afiliada à Record. Pertence a Rede Tropical de Comunicação, que também controla as rádios CBN Natal e Mix FM Natal, além de várias rádios no interior do estado. Seus estúdios estão localizados no bairro Lagoa Seca, enquanto sua antena de transmissão está no Parque das Dunas, no Tirol.

## História
Anterior a existência da TV Tropical, o canal 8 VHF de Natal era ocupado por uma retransmissora da TV Jornal do Commercio de Recife, Pernambuco, na época afiliada à Rede Bandeirantes, que havia sido instalada em 1985. Com a ida da emissora pernambucana para o SBT, representado em Natal pela TV Ponta Negra, a retransmissora continuou com a transmissão integral da Rede Bandeirantes até a estreia da futura ocupante. A TV Tropical entrou no ar em 31 de outubro de 1987, sendo afiliada à Rede Manchete. Antes da emissora entrar no ar, o político Tarcísio Maia, já havia ganhado a concessão da geradora de TV no canal 8 no Governo Sarney e construído a sede da futura emissora.
Sua história é marcada desde o início pela forte influência política no conteúdo de sua programação. Ainda hoje são frequentes as inserções de pronunciamentos inteiros de seus proprietários, José Agripino Maia e Felipe Maia, além de inúmeras reportagens em que ambos são protagonistas ou partícipes. Também são comuns as matérias e comentários desfavoráveis aos adversários políticos, contrariando a própria legislação aplicável às concessões de televisão. Em 2017, as ações da emissora foram transferidas para outros membros da família, de modo a obedecer o disposto no Código Brasileiro de Telecomunicações.
Em 1996, a emissora passa a transmitir via satélite e inicia a expansão do seu sinal para o interior, tendo atualmente cobertura em cerca de 80% do estado. Em 1.º de novembro de 1997, trocou a Rede Manchete pela Rede Record, quando a emissora carioca apresentava novos sinais de crise, queda de audiência e perda de afiliadas em diversas cidades brasileiras, que seriam responsáveis pela sua extinção em 1999.
A mudança de cabeça de rede foi marco de mudanças em sua estrutura e programação local, até então precárias. No segmento jornalístico, seus programas tiveram sensível evolução com investimentos após a afiliação à Record, fruto também da forte concorrência com a os jornalísticos da InterTV Cabugi e TV Ponta Negra.
Em 16 de abril de 2024, a TV Tropical contratou Murilo Meireles, ex-apresentador da RN1 na InterTV Cabugi, para o programa Cidade Alerta, substituindo Salatiel de Souza. Murilo retorna à emissora como âncora e editor.

## Sinal digital
| Canal virtual | Canal digital | Resolução de tela | Programação                                     |
| ------------- | ------------- | ----------------- | ----------------------------------------------- |
| 8.1           | 32 UHF        | 1080i             | Programação principal da TV Tropical / RecordTV |

A TV Tropical iniciou suas transmissões digitais em caráter experimental em maio de 2011, através do canal 32 UHF, e iniciou oficialmente suas transmissões em 10 de julho. Sem nenhuma festa ou cerimônia, o lançamento se deu através de uma pequena citação feita durante o Balanço Geral RN pelo apresentador Tiago Dimer. A emissora começou a transmitir sua programação em alta definição em 7 de maio de 2018, sendo que a primeira transmissão no formato se deu durante a cobertura do Carnatal em 1.º de dezembro de 2015, em parceria com a produtora Peron Filmes.
Transição para o sinal digital
Com base no decreto federal de transição das emissoras de TV brasileiras do sinal analógico para o digital, a TV Tropical, bem como as outras emissoras de Natal, cessou suas transmissões pelo canal 8 VHF em 30 de maio de 2018, seguindo o cronograma oficial da ANATEL.